# Chunellidae
Chunellidae é uma família de corais da superfamília Pennatuloidea, ordem Scleralcyonacea.

## Géneros
Seguem os gêneros da família:
- Amphiacme (Kükenthal, 1903)
- Chunella (Kükenthal, 1902)
- Porcupinella (López-González & Williams, 2011)